# Liste des chansons de Jacques Brel

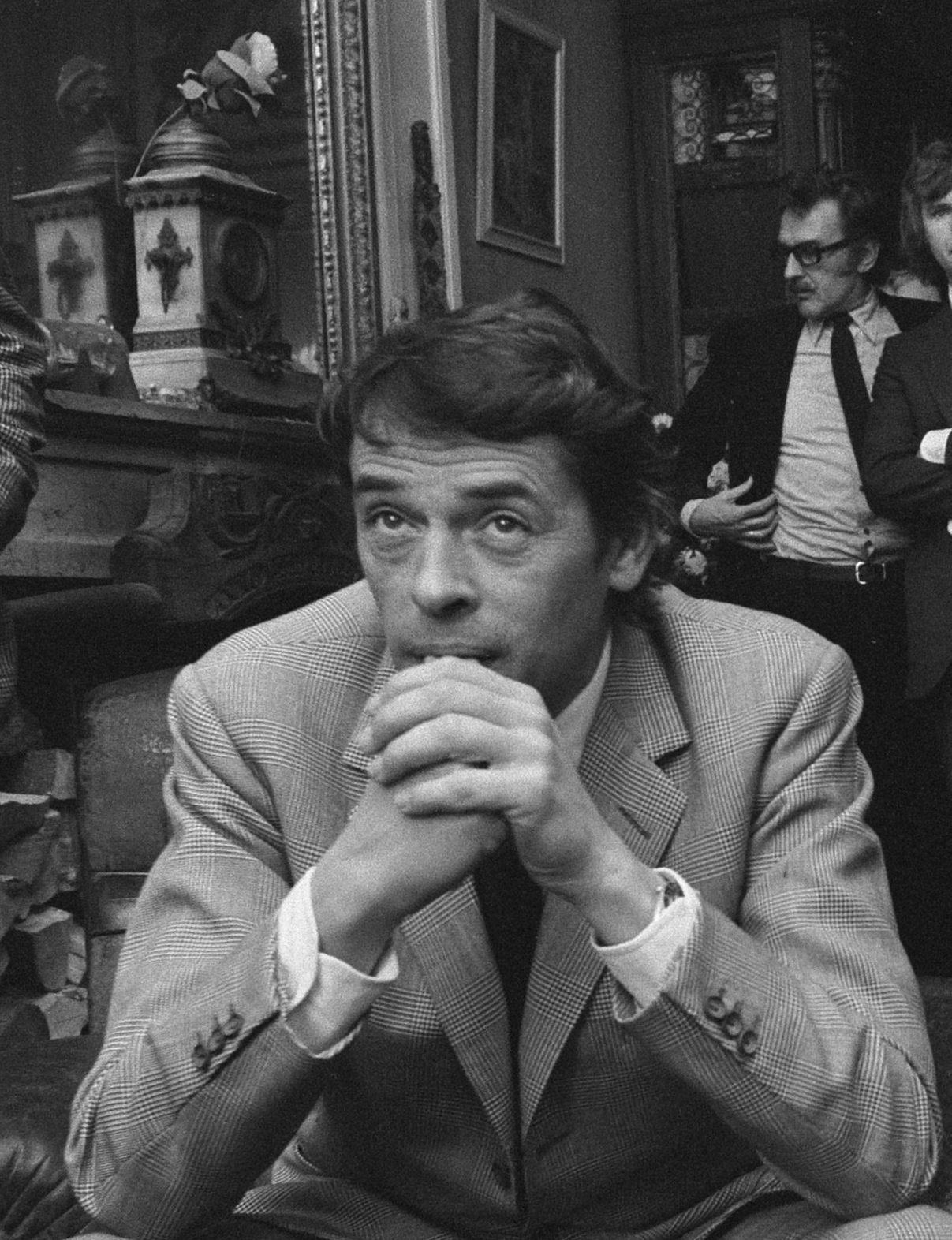
Jacques Brel en octobre 1971

Cette liste reprend, en respectant la chronologie, les chansons de Jacques Brel ayant été publiées sous son nom et ayant fait l'objet d'une diffusion sur disque. Elle inclut les titres rares ou restés inédits après leurs enregistrements (diffusés depuis), ainsi que les chansons écrites par Brel et créées par d'autres interprètes. Pour plus d'exhaustivité, les musiques de films composées par Jacques Brel, ainsi que les œuvres discographiques dont il est le narrateur sont présentes.

## Chansons
Textes et musiques sont de Jacques Brel, sauf indications contraires ou complémentaires.
Cette liste est établie, en grande partie, d'après celle du site officiel de la fondation Jacques Brel.

### Les années Philips (1953 - 1961)
| Titre                                         | Musique                             | Paroles                                   | Durée      | Date | Support                                                                        | Remarque |
| --------------------------------------------- | ----------------------------------- | ----------------------------------------- | ---------- | ---- | ------------------------------------------------------------------------------ | --- |
| La foire                                      | Lou Logist                          | Jacques Brel                              | 3 min 20 s | 1953 | 78 tours P 19.055 H                                                            | 1re version version avec un accompagnement à l'accordéon |
| Il y a                                        | Lou Logist                          | Jacques Brel                              | 2 min 23 s | 1953 | 78 tours P 19.055 H                                                            | Premiers enregistrements de Jacques Brel, ils ne seront pas réédités avant 1988, date de la sortie d'une intégrale en CD |
| À deux                                        |                                     |                                           |            | 1953 | Chansons ou Versions inédites de jeunesse                                      | enregistrements restés inédits jusqu'en 2003, date de la sortie d'une intégrale dite « boîte à bonbons », compilant 16 CD. (voir le CD Chansons ou Versions inédites de jeunesse) |
| Dites, si c'était vrai (poème)                |                                     |                                           |            | 1953 | Chansons ou Versions inédites de jeunesse                                      | 1re version |
| Les gens                                      |                                     |                                           |            | 1953 | Chansons ou Versions inédites de jeunesse                                      | |
| La haine                                      |                                     |                                           |            | 1953 | Chansons ou Versions inédites de jeunesse                                      | 1re version |
| Départs                                       |                                     |                                           |            | 1953 | Chansons ou Versions inédites de jeunesse                                      | |
| Le Diable (ça va)                             |                                     |                                           |            | 1953 | Chansons ou Versions inédites de jeunesse                                      | 1re version |
| Qu'avons-nous fait, bonnes gens               |                                     |                                           |            | 1953 | Chansons ou Versions inédites de jeunesse                                      | 1re version |
| L'Ange déchu                                  |                                     |                                           |            | 1953 | Chansons ou Versions inédites de jeunesse                                      | |
| Les Pieds dans le ruisseau                    |                                     |                                           |            | 1953 | Chansons ou Versions inédites de jeunesse                                      | 1re version |
| La Bastille                                   |                                     |                                           |            | 1953 | Chansons ou Versions inédites de jeunesse                                      | 1re version |
| Ce qu'il nous faut                            |                                     |                                           |            | 1953 | Chansons ou Versions inédites de jeunesse                                      | |
| L'Accordéon de la vie                         |                                     |                                           |            | 1953 | Chansons ou Versions inédites de jeunesse                                      | |
| Je suis l'ombre des chansons                  |                                     |                                           |            | 1953 | Chansons ou Versions inédites de jeunesse                                      | |
| S'il te faut                                  |                                     |                                           |            | 1953 | Chansons ou Versions inédites de jeunesse                                      | 1re version |
| Ballade                                       |                                     |                                           |            | 1953 | Chansons ou Versions inédites de jeunesse                                      | |
| L'Orage                                       |                                     |                                           |            | 1953 | Chansons ou Versions inédites de jeunesse                                      | |
| Les Pavés                                     |                                     |                                           |            | 1953 | Chansons ou Versions inédites de jeunesse                                      | |
| Le Fou du roi                                 |                                     |                                           |            | 1953 | Chansons ou Versions inédites de jeunesse                                      | 1re version |
| La Foire                                      |                                     |                                           |            | 1953 | Chansons ou Versions inédites de jeunesse                                      | 2e version Jacques Brel s'accompagne seul à la guitare |
| Sur la place                                  |                                     |                                           |            | 1953 | Chansons ou Versions inédites de jeunesse                                      | 1re version |
| Il peut pleuvoir                              |                                     |                                           |            | 1953 | Chansons ou Versions inédites de jeunesse                                      | 1re version |
| Les Deux fauteuils                            |                                     |                                           |            | 1953 | Chansons ou Versions inédites de jeunesse                                      | |
| Les Enfants du roi                            |                                     |                                           |            | 1953 | Chansons ou Versions inédites de jeunesse                                      | |
| Le Troubadour                                 |                                     |                                           |            | 1953 | Chansons ou Versions inédites de jeunesse                                      | |
| Il nous faut regarder                         |                                     |                                           |            | 1953 | Chansons ou Versions inédites de jeunesse                                      | 1re version |
| C'est comme ça                                |                                     |                                           |            | 1953 | Chansons ou Versions inédites de jeunesse                                      | 1re version |
| Si tu revenais                                |                                     |                                           |            | 1953 | Chansons ou Versions inédites de jeunesse                                      | sauf indication contraire, ces titres n'ont jamais été officiellement enregistrés par Jacques Brel |
| La Haine                                      |                                     |                                           |            | 1954 | 33 tours 25 cm 76 027 R Jacques Brel et ses chansons                           | 2e version |
| Grand Jacques (c'est trop facile)             |                                     |                                           |            | 1954 | Jacques Brel et ses chansons                                                   | |
| Il pleut (les carreaux)                       | Glen Powell (nl:Félix-Robert Faecq) | Jacques Brel                              |            | 1954 | Jacques Brel et ses chansons                                                   | |
| Le Diable (ça va)                             |                                     |                                           |            | 1954 | Jacques Brel et ses chansons                                                   | 2e version Chanson enregistrée par Jacques Brel le 15 février 1954 et par Juliette Gréco le 25 mai et parue fin août-début septembre 1954 sur le 78 tours Philips N 72 228 H |
| Il peut pleuvoir                              | Glen Powell (nl:Félix-Robert Faecq) | Jacques Brel                              |            | 1954 | Jacques Brel et ses chansons                                                   | 2e version |
| Il nous faut regarder                         |                                     |                                           |            | 1954 | Jacques Brel et ses chansons                                                   | 2e version |
| Le Fou du roi                                 |                                     |                                           |            | 1954 | Jacques Brel et ses chansons                                                   | 2e version |
| C'est comme ça                                |                                     |                                           |            | 1954 | Jacques Brel et ses chansons                                                   | 2e version |
| Sur la place                                  |                                     |                                           |            | 1954 | Jacques Brel et ses chansons                                                   | 2e version |
| Qu'avons-nous fait, bonnes gens ?             |                                     |                                           |            | 1954 | super 45 tours 432.043 BE                                                      | 2e version titre inclus dans l'album Quand on n'a que l'amour (1957) |
| Les Pieds dans le ruisseau                    |                                     |                                           |            | 1954 | super 45 tours 432.043 BE                                                      | 2e version titre inclus dans l'album Quand on n'a que l'amour (1957) |
| S'il te faut                                  |                                     |                                           |            | 1954 | super 45 tours 432.043 BE                                                      | 2e version |
| La Bastille                                   |                                     |                                           |            | 1954 | super 45 tours 432.043 BE                                                      | 2e version |
| Quand on n'a que l'amour                      |                                     |                                           |            | 1956 | super 45 tours 432.126 BE                                                      | premier grand succès de Jacques Brel ; titre phare qui donne son nom à l'album de 1957 |
| Les Blés                                      |                                     |                                           |            | 1956 | super 45 tours 432.126 BE                                                      | titre inclus dans l'album Quand on n'a que l'amour (1957) |
| Dites si c'était vrai (poème)                 |                                     |                                           |            | 1956 | super 45 tours 432.126 BE                                                      | 2e version |
| Saint-Pierre                                  |                                     |                                           |            | 1956 | super 45 tours 432.126 BE                                                      | titre inclus dans l'album Quand on n'a que l'amour (1957) |
| Prière païenne                                |                                     |                                           |            | 1956 | super 45 tours 432.126 BE                                                      | |
| Pardons                                       | Jacques Vigouroux                   | Jacques Brel                              |            | 1957 | 33 tours 25 cm 76 085 R Quand on n'a que l'amour                               | disque sorti sans titre à l'origine |
| La Bourrée du célibataire                     |                                     |                                           |            | 1957 | 33 tours 25 cm Quand on n'a que l'amour                                        | |
| L'Air de la bêtise                            |                                     |                                           |            | 1957 | 33 tours 25 cm Quand on n'a que l'amour                                        | |
| J'en appelle                                  |                                     |                                           |            | 1957 | 33 tours 25 cm Quand on n'a que l'amour                                        | |
| Heureux                                       |                                     |                                           |            | 1957 | 33 tours 25 cm Quand on n'a que l'amour                                        | |
| Demain l'on se marie (la chanson des fiancés) |                                     |                                           |            | 1958 | 33 tours 25 cm 76 423 R Au printemps                                           | disque sorti sans titre à l'origine en duo avec Janine de Waleyne (non crédité) |
| Au printemps                                  |                                     |                                           |            | 1958 | 33 tours 25 cm Au printemps                                                    | |
| Je ne sais pas                                |                                     |                                           |            | 1958 | 33 tours 25 cm Au printemps                                                    | |
| Le Colonel                                    | Gaby Wagenheim                      |                                           |            | 1958 | 33 tours 25 cm Au printemps                                                    | |
| Dors ma mie                                   | François Rauber                     | Jacques Brel                              |            | 1958 | 33 tours 25 cm Au printemps                                                    | |
| La lumière jaillira                           | François Rauber                     | Jacques Brel                              |            | 1958 | 33 tours 25 cm Au printemps                                                    | |
| Dites, si c'était vrai (poème)                |                                     |                                           |            | 1958 | 33 tours 25 cm Au printemps                                                    | 3e version |
| L'Homme dans la cité                          | François Rauber                     | Jacques Brel                              |            | 1958 | 33 tours 25 cm Au printemps                                                    | |
| Litanies pour un retour                       | François Rauber                     | Jacques Brel                              |            | 1958 | 33 tours 25 cm Au printemps                                                    | |
| Voici                                         | François Rauber                     | Jacques Brel                              |            | 1958 | 33 tours 25 cm Au printemps                                                    | |
| Voir                                          |                                     |                                           |            | 1958 | super 45 tours 432.326 BE                                                      | |
| L'Aventure                                    |                                     |                                           |            | 1958 | super 45 tours 432.326 BE                                                      | |
| Je prendrai (poème)                           |                                     |                                           |            | 1958 | super 45 tours 450 103 PAE Jacques Brel Un soir à Bethléem et Marie-Claire MC2 | |
| La Nativité selon Saint-Luc (1re et 2e partie |                                     |                                           |            | 1958 | super 45 tours Jacques Brel Un soir à Bethléem et Marie-Claire MC2             | |
| Sur la place (en duo avec Simone Langlois)    |                                     |                                           |            | 1958 | super 45 tours 460.566 ME Simone Langlois chante Jacques Brel                  | disque de Simone Langlois auquel participe Jacques Brel Le duo est également inclus sur le 33 tours 660.214 MR de Simone Langlois |
| La Valse à mille temps                        |                                     |                                           |            | 1959 | 33 tours 25 cm B 76.483 R La Valse à mille temps                               | disque sorti sans titre à l'origine |
| Seul                                          |                                     |                                           |            | 1959 | 33 tours 25 cm B 76.483 R La Valse à mille temps                               | |
| La Dame patronnesse                           |                                     |                                           |            | 1959 | 33 tours 25 cm B 76.483 R La Valse à mille temps                               | |
| Je t'aime                                     | Jacques Brel, François Rauber       |                                           |            | 1959 | 33 tours 25 cm B 76.483 R La Valse à mille temps                               | |
| Ne me quitte pas                              | Gérard Jouannest (non crédité)      | Jacques Brel                              |            | 1959 | 33 tours 25 cm B 76.483 R La Valse à mille temps                               | Brel est seul crédité sur le disque, Gérard Jouannest n'est alors pas inscrit à la Sacem |
| Les Flamandes                                 |                                     |                                           |            | 1959 | 33 tours 25 cm B 76.483 R La Valse à mille temps                               | |
| Isabelle                                      | François Rauber                     | Jacques Brel                              |            | 1959 | 33 tours 25 cm B 76.483 R La Valse à mille temps                               | |
| La mort                                       |                                     |                                           |            | 1959 | 33 tours 25 cm B 76.483 R La Valse à mille temps                               | |
| La tendresse                                  |                                     |                                           |            | 1959 | 33 tours 25 cm B 76.483 R La Valse à mille temps                               | |
| La colombe                                    |                                     |                                           |            | 1959 | 33 tours 25 cm B 76.483 R La Valse à mille temps                               | |
| Marieke                                       | Gérard Jouannest                    | Jacques Brel                              |            | 1961 | 33 tours 25 cm B 76.513 R Marieke                                              | disque sorti sans titre à l'origine |
| Le Moribond                                   |                                     |                                           |            | 1961 | 33 tours 25 cm B 76.513 R Marieke                                              | |
| Vivre debout                                  |                                     |                                           |            | 1961 | 33 tours 25 cm B 76.513 R Marieke                                              | |
| On n'oublie rien                              | Gérard Jouannest                    |                                           |            | 1961 | 33 tours 25 cm B 76.513 R Marieke                                              | |
| Clara                                         |                                     |                                           |            | 1961 | 33 tours 25 cm B 76.513 R Marieke                                              | |
| Le prochain amour                             | Gérard Jouannest                    | Jacques Brel                              |            | 1961 | 33 tours 25 cm B 76.513 R Marieke                                              | |
| L'ivrogne                                     | Gérard Jouannest, François Rauber   |                                           |            | 1961 | 33 tours 25 cm B 76.513 R Marieke                                              | |
| Les prénoms de Paris                          | Gérard Jouannest                    |                                           |            | 1961 | 33 tours 25 cm B 76.513 R Marieke                                              | |
| Les singes                                    |                                     |                                           |            | 1959 | 33 tours 25 cm B 76.513 R Marieke                                              | |
| Marieke                                       | Gérard Jouannest                    | Erik Franssen (adaptation) Jacques Brel   |            | 1961 | 45 tours simple néerlandais 372.858 BF                                         | version interprétée entièrement en néerlandais |
| Laat me niet alleen                           | , Gérard Jouannest                  | Ernst van Alten (adaptation) Jacques Brel |            | 1961 | 45 tours simple néerlandais 372.858 BF                                         | version néerlandaise de la chanson Ne me quitte pas |
| De apen                                       |                                     | Erik Franssen (adaptation)                |            | 1961 | 45 tours simple néerlandais 372.859 BF                                         | version néerlandaise de la chanson Les singes |
| Men vergeet niets                             | Gérard Jouannest                    | Erik Franssen, Will Ferdy (adaptation)    |            | 1961 | 45 tours simple néerlandais 372.859 BF                                         | version néerlandaise de la chanson On n'oublie rien |
| Les Bourgeois                                 | Jean Corti                          |                                           |            | 1962 | 33 tours 30 cm B 77 386 L Olympia 1961                                         | |
| Les paumés du petit matin                     | François Rauber                     |                                           |            | 1962 | 33 tours 30 cm B 77 386 L Olympia 1961                                         | |
| La statue                                     | François Rauber                     | Jacques Brel                              |            | 1962 | 33 tours 30 cm B 77 386 L Olympia 1961                                         | |
| Madeleine                                     | Gérard Jouannest, Jean Corti        | Jacques Brel                              |            | 1962 | 33 tours 30 cm B 77 386 L Olympia 1961                                         | |
| Les biches                                    | Gérard Jouannest                    |                                           |            | 1962 | 33 tours 30 cm B 77 386 L Olympia 1961                                         | |
| Zangra                                        |                                     |                                           |            | 1962 | 33 tours 30 cm B 77 386 L Olympia 1961                                         | Dernier disque à paraitre sous le label Philips avant que Jacques Brel signe chez Barclay. Ces six chansons sont totalement inédites au disque lorsque Brel les inscrit à son tour de chant à l'Olympia en 1961. Elles ne sont enregistrées en studio qu'en 1962 et chez Barclay, pour être au programme du premier album de l'artiste sous ce label. Philips fait alors paraitre le 33 tours 25 cm B 76 556 R, qu'elle présente comme étant le sixième album du chanteur (en plus des six chansons live, l'opus contient deux chansons enregistrées en studio et précédemment diffusées en single en 1958, Voir et L'aventure). |

### Les années Barclay (1961 - 1977)
| Titre                                                                             | Musique                                    | Paroles                                    | Durée | Date | Support                                             | Remarque |
| --------------------------------------------------------------------------------- | ------------------------------------------ | ------------------------------------------ | ----- | ---- | --------------------------------------------------- | --- |
| Les Bourgeois                                                                     | Jean Corti                                 |                                            |       | 1962 | 33 tours 30 cm 80 173 Les Bourgeois                 | Premier 33 tours de Brel à paraitre chez Barclay. Disque sorti sans titre à l'origine Version studio |
| Les paumés du petit matin                                                         | François Rauber                            |                                            |       | 1962 | 33 tours 30 cm 80 173 Les Bourgeois                 | Version studio |
| Le Plat Pays                                                                      |                                            |                                            |       | 1962 | 33 tours 30 cm 80 173 Les Bourgeois                 | |
| Zangra                                                                            |                                            |                                            |       | 1962 | 33 tours 30 cm 80 173 Les Bourgeois                 | version studio Pour écrire Zangra, Jacques Brel s'est inspiré du roman de Dino Buzzati Le Désert des Tartares. |
| Une île                                                                           |                                            |                                            |       | 1962 | 33 tours 30 cm 80 173 Les Bourgeois                 | |
| Madeleine                                                                         | Jacques Brel, Gérard Jouannest, Jean Corti |                                            |       | 1962 | 33 tours 30 cm 80 173 Les Bourgeois                 | version studio |
| Bruxelles                                                                         | Jacques Brel, Gérard Jouannest             |                                            |       | 1962 | 33 tours 30 cm 80 173 Les Bourgeois                 | |
| Chanson sans paroles                                                              | François Rauber                            |                                            |       | 1962 | 33 tours 30 cm 80 173 Les Bourgeois                 | |
| Les biches                                                                        | Gérard Jouannest                           |                                            |       | 1962 | 33 tours 30 cm 80 173 Les Bourgeois                 | version studio |
| Casse-Pompon                                                                      |                                            |                                            |       | 1962 | 33 tours 30 cm 80 173 Les Bourgeois                 | |
| La statue                                                                         | Jacques Brel, François Rauber              |                                            |       | 1962 | 33 tours 30 cm 80 173 Les Bourgeois                 | version studio |
| Rosa                                                                              |                                            |                                            |       | 1962 | 33 tours 30 cm 80 173 Les Bourgeois                 | |
| Le pendu                                                                          |                                            |                                            |       | 1962 | ?                                                   | (voir Chansons ou Versions inédites de jeunesse) |
| Les crocodiles                                                                    |                                            |                                            |       | 1963 | ?                                                   | chanson écrite pour Sacha Distel |
| Les bigotes                                                                       |                                            |                                            |       | 1963 | 33 tours 25 cm 80 186 Les Bigotes                   | disque paru sans titre à l'origine titre inclus au 33 tours 30 cm 80 322 S de 1966 Les Bonbons (paru sans titre à l'origine). |
| Quand maman reviendra                                                             | François Rauber                            |                                            |       | 1963 | super 45 tours 70 491 M                             | |
| Les filles et les chiens                                                          | Gérard Jouannest                           |                                            |       | 1963 | 33 tours 25 cm 80 186 Les Bigotes                   | titre inclus au 33 tours 30 cm 80 322 S de 1966 Les Bonbons (paru sans titre à l'origine). |
| La parlote                                                                        | Jacques Brel, Gérard Jouannest             |                                            |       | 1963 | 33 tours 25 cm 80 186 Les Bigotes                   | titre inclus au 33 tours 30 cm 80 322 S de 1966 Les Bonbons (paru sans titre à l'origine). |
| Les vieux                                                                         | Jacques Brel, Gérard Jouannest, Jean Corti |                                            |       | 1963 | 33 tours 25 cm 80 186 Les Bigotes                   | titre inclus au 33 tours 30 cm 80 322 S de 1966 Les Bonbons (paru sans titre à l'origine). |
| Les fenêtres                                                                      | Jacques Brel, Gérard Jouannest             |                                            |       | 1963 | 33 tours 25 cm 80 186 Les Bigotes                   | titre inclus au 33 tours 30 cm 80 322 S de 1966 Les Bonbons (paru sans titre à l'origine). |
| Les toros                                                                         | Jacques Brel, Gérard Jouannest, Jean Corti |                                            |       | 1963 | 33 tours 25 cm 80 186 Les Bigotes                   | titre inclus au 33 tours 30 cm 80 322 S de 1966 Les Bonbons (paru sans titre à l'origine). |
| La Fanette                                                                        |                                            |                                            |       | 1963 | 33 tours 25 cm 80 186 Les Bigotes                   | titre inclus au 33 tours 30 cm 80 322 S de 1966 Les Bonbons (paru sans titre à l'origine). |
| J'aimais                                                                          | Gérard Jouannest, François Rauber          |                                            |       | 1963 | 33 tours 25 cm 80 186 Les Bigotes                   | titre inclus au 33 tours cm 80 322 S de 1966 Les Bonbons (paru sans titre à l'origine). |
| Il neige sur Liège                                                                |                                            |                                            |       | 1963 | Super 45 tours Jacques Brel chante la Belgique      | Disque offert aux maires d'un congrès mondial en 1963,. |
| Jean de Bruges (poème symphonique) (1 La baleine, 2 La sirène, 3 L'ouragan)       |                                            |                                            |       | 1963 | Super 45 tours Jacques Brel chante la Belgique      | |
| Pourquoi faut-il que les hommes s'ennuient ?                                      |                                            |                                            |       | 1963 | ?                                                   | chanson du film Un roi sans divertissement Chanson restée longtemps inédite au disque, elle est publiée en 1988, à l'occasion de la sortie d'une intégrale CD. |
| Vieille                                                                           |                                            |                                            |       | 1963 | Super 45 tours Philips 434. 801 E de Juliette Gréco | chanson écrite pour Juliette Gréco |
| Mathilde                                                                          | Gérard Jouannest                           |                                            |       | 1963 | 33 tours 25 cm 80 222 S Mathilde                    | disque sorti sans titre à l'origine. Titre inclus au 33 tours 30 cm 80 323 S de 1966 Ces gens-là. |
| Tango funèbre                                                                     | Gérard Jouannest                           |                                            |       | 1963 | 33 tours 25 cm 80 222 S Mathilde                    | Titre inclus au 33 tours 30 cm 80 323 S de 1966 Ces gens-là. |
| Les bergers                                                                       |                                            |                                            |       | 1963 | 33 tours 25 cm 80 222 S Mathilde                    | Titre inclus au 33 tours 30 cm 80 323 S de 1966 Ces gens-là. |
| Titine                                                                            | Gérard Jouannest, Jean Corti               |                                            |       | 1963 | 33 tours 25 cm 80 222 S Mathilde                    | titre inclus au 33 tours 30 cm 80 322 S de 1966 Les Bonbons (paru sans titre à l'origine). |
| Jef                                                                               |                                            |                                            |       | 1963 | 33 tours 25 cm 80 222 S Mathilde                    | Titre inclus au 33 tours 30 cm 80 322 S de 1966 Ces gens-là. |
| Les Bonbons                                                                       |                                            |                                            |       | 1963 | 33 tours 25 cm 80 222 S Mathilde                    | titre inclus au 33 tours cm 80 322 S de 1966 Les Bonbons (paru sans titre à l'origine). |
| Le dernier repas                                                                  |                                            |                                            |       | 1963 | 33 tours 25 cm 80 222 S Mathilde                    | titre inclus au 33 tours 30 cm 80 322 S de 1966 Les Bonbons (paru sans titre à l'origine). |
| Au suivant                                                                        |                                            |                                            |       | 1963 | 33 tours 25 cm 80 222 S Mathilde                    | titre inclus au 33 tours cm 80 322 S de 1966 Les Bonbons (paru sans titre à l'origine). |
| Les amants de cœur                                                                |                                            |                                            |       | 1963 |                                                     | Titre resté inédit au disque, il parait en 1988 à l'occasion de la sortie d'une intégrale CD. |
| La Toison d'or                                                                    |                                            |                                            |       | 1963 |                                                     | Titre resté inédit au disque, il parait en 2013 à l'occasion de la sortie d'une intégrale CD. Chanson écrite par Jacques Brel à la demande de Jean Serge, afin qu'elle soit diffusée en introduction de la pièce de Pierre Corneille La Toison d'or (pour une unique représentation, durant l'été 1963, au Festival Corneille" animé par Jean Serge).                                                     |
| Amsterdam                                                                         |                                            |                                            |       | 1964 | 33 tours 25 cm 80 243 S Olympia 1964                | |
| Les jardins du casino                                                             | Gérard Jouannest                           |                                            |       | 1964 | 33 tours 25 cm 80 243 S Olympia 1964                | |
| Les timides                                                                       |                                            |                                            |       | 1964 | 33 tours 25 cm 80 243 S Olympia 1964                | Ces trois chansons créés à l'Olympia n'ont jamais été enregistrées en studio par Jacques Brel. Elles ont également été diffusées en Super 45 tours en 1964. |
| Ces gens-là                                                                       |                                            |                                            |       | 1965 | 33 tours 25 cm 80 284 Jacky                         | Disque paru sans titre à l'origine. La chanson donne son titre au 33 tours 30 cm 80 323 S de 1966 Ces gens-là. |
| Jacky                                                                             | Gérard Jouannest                           |                                            |       | 1965 | 33 tours 25 cm 80 284 Jacky                         | Titre inclus au 33 tours 30 cm 80 323 S de 1966 Ces gens-là. |
| L'âge idiot                                                                       |                                            |                                            |       | 1965 | 33 tours 25 cm 80 284 Jacky                         | Titre inclus au 33 tours 30 cm 80 323 S de 1966 Ces gens-là. |
| Fernand                                                                           | Jacques Brel, Gérard Jouannest             |                                            |       | 1965 | 33 tours 25 cm 80 284 Jacky                         | Titre inclus au 33 tours 30 cm 80 323 S de 1966 Ces gens-là. |
| Grand-mère                                                                        |                                            |                                            |       | 1965 | 33 tours 25 cm 80 284 Jacky                         | Titre inclus au 33 tours 30 cm 80 323 S de 1966 Ces gens-là. |
| Les désespérés                                                                    | Gérard Jouannest                           |                                            |       | 1965 | 33 tours 25 cm 80 284 Jacky                         | Titre inclus au 33 tours 30 cm 80 323 S de 1966 Ces gens-là. |
| De burgerij                                                                       | Jean Corti                                 | adaptation ?                               |       | 1965 | ?                                                   | adaptation néerlandaise de la chanson Les Bourgeois |
| Rosa                                                                              |                                            | adaptation ?                               |       | 1965 | ?                                                   | adaptation néerlandaise de la chanson Rosa |
| Mijn vlakke land                                                                  |                                            | adaptation ?                               |       | 1965 | ?                                                   | adaptation néerlandaise de la chanson Le Plat Pays |
| De nuttelozen van de nacht                                                        | François Rauber                            | adaptation ?                               |       | 1965 | ?                                                   | adaptation néerlandaise de la chanson Les Paumés du petit matin |
| Place de la Contrescarpe                                                          | Jean-Pierre Suc                            | Jean-Pierre Suc                            |       | 1965 |                                                     | Reprise de la chanson La Contrescarpe de l'auteur-compositeur-interprète Jean-Pierre Suc,, enregistrée par Jacques Brel pour l'émission de télévision Chansons pour un ami de François Chatel. La chanson restée inédite au disque parait en 2013, à l'occasion de la sortie d'une intégrale CD. |
| Nos amis les mineurs                                                              |                                            |                                            |       | 1966 | 45 tours                                            | narration de Jacques Brel |
| Mon enfance                                                                       |                                            |                                            |       | 1967 | 33 tours 30 cm 80 334 S Jacques Brel 67             | |
| Le cheval                                                                         | Gérard Jouannest                           |                                            |       | 1967 | 33 tours 30 cm 80 334 S Jacques Brel 67             | |
| Mon père disait                                                                   |                                            |                                            |       | 1967 | 33 tours 30 cm 80 334 S Jacques Brel 67             | |
| La...La...La...                                                                   |                                            |                                            |       | 1967 | 33 tours 30 cm 80 334 S Jacques Brel 67             | |
| Les cœurs tendres                                                                 |                                            |                                            |       | 1967 | 33 tours 30 cm 80 334 S Jacques Brel 67             | chanson du film Un idiot à Paris. |
| Fils de...                                                                        | Gérard Jouannest                           |                                            |       | 1967 | 33 tours 30 cm 80 334 S Jacques Brel 67             | |
| Les Bonbons 67                                                                    |                                            |                                            |       | 1967 | 33 tours 30 cm 80 334 S Jacques Brel 67             | |
| La Chanson des vieux amants                                                       | Jacques Brel, Gérard Jouannest             |                                            |       | 1967 | 33 tours 30 cm 80 334 S Jacques Brel 67             | |
| À jeun                                                                            | Gérard Jouannest                           |                                            |       | 1967 | 33 tours 30 cm 80 334 S Jacques Brel 67             | |
| Le gaz                                                                            | Gérard Jouannest                           |                                            |       | 1957 | 33 tours 30 cm 80 334 S Jacques Brel 67             | |
| Les moutons                                                                       | Jacques Brel, Gérard Jouannest             |                                            |       | 1967 | ?                                                   | chanson enregistrée le 18 janvier 1967 ; restée inédite au disque, elle parait en 1988, à l'occasion de la sortie d'une intégrale CD. |
| Je suis bien                                                                      | Gérard Jouannest                           |                                            |       | 1967 | ?                                                   | Chanson écrite pour Juliette Gréco et parue en octobre 1967. |
| Hé M'man                                                                          | Jacques Brel                               |                                            |       | 1967 | 45 tours 17 cm                                      | Chanson interprétée par Martine Baujoud. |
| J'arrive                                                                          | Jacques Brel, Gérard Jouannest             |                                            |       | 1968 | 33 tours 30 cm 80 373 J'arrive                      | Disque paru sans titre à l'origine. |
| Vesoul                                                                            |                                            |                                            |       | 1968 | 33 tours 30 cm 80 373 J'arrive                      | |
| L'Ostendaise                                                                      | François Rauber                            |                                            |       | 1968 | 33 tours 30 cm 80 373 J'arrive                      | |
| Je suis un soir d'été                                                             |                                            |                                            |       | 1968 | 33 tours 30 cm 80 373 J'arrive                      | |
| Regarde bien, petit                                                               |                                            |                                            |       | 1968 | 33 tours 30 cm 80 373 J'arrive                      | |
| Comment tuer l'amant de sa femme quand on a été élevé comme moi dans la tradition | Jacques Brel, Gérard Jouannest             |                                            |       | 1968 | 33 tours 30 cm 80 373 J'arrive                      | |
| L'éclusier                                                                        |                                            |                                            |       | 1968 | 33 tours 30 cm 80 373 J'arrive                      | |
| Un enfant                                                                         | Jacques Brel, Gérard Jouannest             |                                            |       | 1968 | 33 tours 30 cm 80 373 J'arrive                      | |
| La bière                                                                          |                                            |                                            |       | 1968 | 33 tours 30 cm 80 373 J'arrive                      | |
| L'homme de la Mancha                                                              |                                            |                                            | 2:43  | 1968 | 33 tours BA-215 L'Homme de la Mancha paru en 1978   | Adaptation française par Jacques Brel de la comédie musicale Man of La Mancha, écrite par Joe Darion (paroles) et Mitch Leigh (musique), d'après le roman de Cervantes El ingenioso hidalgo don Quixote de la Mancha. Le disque a été enregistré et gravé dans les studios Barclay en 1968. L'homme de la Mancha sort en 45 tours (Barclay 61.058), en 1969 Interprètes : Jacques Brel, Jean-Claude Calon |
| Un animal                                                                         |                                            |                                            | 4:07  | 1968 |                                                     | Interprète : Joan Diener |
| Dulcinéa                                                                          |                                            |                                            | 3:14  | 1968 |                                                     | Interprètes : Jacques Brel et les Muletiers |
| Vraiment je ne pense qu'à lui                                                     |                                            |                                            | 3:20  | 1968 |                                                     | Interprètes : Louis Navarre, Constance Arnaud, Marguerite Paquet |
| Le Casque d'or de Mambrino                                                        |                                            |                                            | 2:05  | 1968 |                                                     | Interprètes : Jacques Brel, Jacques Provins, Jean-Claude Calon |
| Chacun sa Dulcinéa                                                                |                                            |                                            | 2:27  | 1968 |                                                     | Interprète : Louis Navarre |
| Pourquoi fait-il toutes ces choses                                                |                                            |                                            | 3:31  | 1968 |                                                     | Interprète : Joan Diener |
| La Quête                                                                          |                                            |                                            | 2:36  | 1968 |                                                     | Interprète : Jacques Brel La quête sort en 45 tours (Barclay 61.058), en 1969 |
| Sans amour                                                                        |                                            |                                            | 1:51  | 1968 |                                                     | Interprètes : Gérard Clavel et les autres Muletiers |
| Gloria                                                                            |                                            |                                            | 2:46  | 1968 |                                                     | Interprètes : Armand Mestral, Joan Diener, Jean-Claude Calon |
| Aldonza                                                                           |                                            |                                            | 4:17  | 1968 |                                                     | Interprètes : Joan Diener, Jacques Brel |
| Le chevalier aux Miroirs                                                          |                                            |                                            | 2:02  | 1968 |                                                     | Interprètes : Jean Mauvais, Jacques Brel |
| La mort                                                                           |                                            |                                            | 9:44  | 1968 |                                                     | Dulcinéa (reprise) ; La quête (reprise) ; L'homme de la Mancha (reprise) De Profundis Interprètes : Jacques Brel, Joan Diener, Jean-Claude Calon, Louis Navarre Le Final Interprètes : Joan Dierner et tous les prisonniers |
| Au restaurant (instrumental)                                                      | Jacques Brel, François Rauber              |                                            |       | 1968 | 45 tours Bagatelle B. 370 920 F                     | |
| Final La mort de Raymond La Science (instrumental)                                | Jacques Brel, François Rauber              |                                            |       | 1968 | 45 tours Bagatelle B. 370 920 F                     | |
| La fuite en voiture (instrumental)                                                | Jacques Brel, François Rauber              |                                            |       | 1968 | 45 tours Bagatelle B. 370 920 F                     | BOF du film La Bande à Bonnot de Philippe Fourastié |
| Le petit chemin                                                                   | Mireille                                   | Jean Nohain                                |       | 1968 |                                                     | Reprise de la chanson Ce petit chemin, chanté à la télévision par Brel dans l'émission Le Grand Échiquier consacrée à Mireille. Restée inédite au disque, la chanson parait en 2013, à l'occasion de la sortie d'une intégrale. |
| Chanson de Zorrino                                                                | Jacques Brel, François Rauber              |                                            |       | 1969 | 45 tours Philips 437 483                            | Chanson interprétée par Lucie Dolène. |
| Ode à la nuit                                                                     | Jacques Brel, François Rauber              |                                            |       | 1969 | 45 tours Philips 437 483                            | Chanson interprétée par Lucie Dolène. BOF du film d'animation Tintin et le Temple du Soleil de Raymond Leblanc. |
| BOF du film Mon oncle Benjamin d'Édouard Molinaro                                 | Jacques Brel, François Rauber              |                                            |       | 1969 | ?                                                   | |
| Mourir pour mourir                                                                |                                            |                                            |       | 1969 | ?                                                   | Courte Chanson tirée de la BOF du film Mon oncle Benjamin d'Édouard Molinaro, écrite et composée par Jacques Brel qui l'interprète aussi dans le film. |
| L'histoire de Babar                                                               | Francis Poulenc                            | Jean de Brunhoff                           |       | 1970 | 33 tours 30 cm 80 406                               | conté par Jacques Brel |
| Pierre et le Loup                                                                 | Sergueï Prokofiev                          | Sergueï Prokofiev (adaptation française ?) |       | 1970 | 33 tours 30 cm 80 406                               | conté par Jacques Brel |
| BOF du film Franz de Jacques Brel                                                 | Jacques Brel, François Rauber              |                                            |       | 1971 | 45 tours 61 567 L                                   | |
| Franz valse : jouée au Limonaire Hooghuis (instrumental)                          | Jacques Brel, François Rauber              |                                            |       | 1971 | 45 tours 61 567 L                                   | Tirée de la BOF du film Franz de Jacques Brel |
| Ne me quitte pas                                                                  | Jacques Brel, Gérard Jouannest             |                                            |       | 1972 | 33 tours 30 cm 80 470 Ne me quitte pas              | Le disque sort sans titre à l'origine ; Il est indiqué au verso de la pochette « nouveaux enregistrements réalisés dans les studios Barclay... » Il s'agit d'un album de reprises, sur lequel Brel revisite onze de ses anciennes chansons sur de nouvelles orchestrations. |
| Marieke                                                                           | Jacques Brel, Gérard Jouannest             |                                            |       | 1972 | 33 tours 30 cm 80 470 Ne me quitte pas              | |
| On n'oublie rien                                                                  | Gérard Jouannest                           |                                            |       | 1972 | 33 tours 30 cm 80 470 Ne me quitte pas              | |
| Les Flamandes                                                                     |                                            |                                            |       | 1972 | 33 tours 30 cm 80 470 Ne me quitte pas              | |
| Les prénoms de Paris                                                              | Gérard Jouannest                           |                                            |       | 1972 | 33 tours 30 cm 80 470 Ne me quitte pas              | |
| Quand on n'a que l'amour                                                          |                                            |                                            |       | 1972 | 33 tours 30 cm 80 470 Ne me quitte pas              | |
| Les biches                                                                        | Gérard Jouannest                           |                                            |       | 1972 | 33 tours 30 cm 80 470 Ne me quitte pas              | |
| Le prochain amour                                                                 | Jacques Brel, Gérard Jouannest             |                                            |       | 1972 | 33 tours 30 cm 80 470 Ne me quitte pas              | |
| Le Moribond                                                                       |                                            |                                            |       | 1972 | 33 tours 30 cm 80 470 Ne me quitte pas              | |
| La Valse à mille temps                                                            |                                            |                                            |       | 1972 | 33 tours 30 cm 80 470 Ne me quitte pas              | |
| Je ne sais pas                                                                    |                                            |                                            |       | 1972 | 33 tours 30 cm 80 470 Ne me quitte pas              | |
| La Chanson de Van Horst                                                           |                                            |                                            |       | 1972 |                                                     | Chanson du film Le Bar de la Fourche. Titre resté inédit au disque, il parait à l'occasion de la sortie d'une intégrale CD en 1988. |
| L'enfance                                                                         |                                            |                                            |       | 1973 | 45 tours 61 789                                     | Chanson enregistrée le 24 mai 1973, pour le film Le Far West réalisé par Jacques Brel. |
| L'Emmerdeur (instrumental)                                                        | Jacques Brel, François Rauber              |                                            |       | 1973 | 45 tours CAM SAG 41132                              | BOF du film L'Emmerdeur d'Édouard Molinaro |
| Jaurès                                                                            |                                            |                                            |       | 1977 | 33 tours 30 cm 96 010 Les Marquises                 | Disque paru sans titre à l'origine. |
| La ville s'endormait                                                              |                                            |                                            |       | 1977 | 33 tours 30 cm 96 010 Les Marquises                 | |
| Vieillir                                                                          | Jacques Brel, Gérard Jouannest             |                                            |       | 1977 | 33 tours 30 cm 96 010 Les Marquises                 | |
| Le Bon Dieu                                                                       |                                            |                                            |       | 1977 | 33 tours 30 cm 96 010 Les Marquises                 | |
| Les F...                                                                          | Joe Donato                                 |                                            |       | 1977 | 33 tours 30 cm 96 010 Les Marquises                 | |
| Orly                                                                              |                                            |                                            |       | 1977 | 33 tours 30 cm 96 010 Les Marquises                 | |
| Les remparts de Varsovie                                                          |                                            |                                            |       | 1977 | 33 tours 30 cm 96 010 Les Marquises                 | |
| Voir un ami pleurer                                                               |                                            |                                            |       | 1977 | 33 tours 30 cm 96 010 Les Marquises                 | |
| Knokke-le-Zoute Tango                                                             |                                            |                                            |       | 1977 | 33 tours 30 cm 96 010 Les Marquises                 | |
| Jojo                                                                              |                                            |                                            |       | 1977 | 33 tours 30 cm 96 010 Les Marquises                 | |
| Le lion                                                                           |                                            |                                            |       | 1977 | 33 tours 30 cm 96 010 Les Marquises                 | |
| Les Marquises                                                                     |                                            |                                            |       | 1977 | 33 tours 30 cm 96 010 Les Marquises                 | |
| Sans exigences                                                                    |                                            |                                            |       | 1977 |                                                     | |
| Avec élégance                                                                     |                                            |                                            |       | 1977 |                                                     | |
| Mai 40                                                                            |                                            |                                            |       | 1977 |                                                     | |
| L'amour est mort                                                                  | Jacques Brel, Gérard Jouannest             |                                            |       | 1977 |                                                     | |
| La cathédrale                                                                     |                                            |                                            |       | 1977 |                                                     | Ces cinq titres sont issues des sessions d'enregistrements de 1977 ; restés inédits à l'époque, ils sortent en 2003 à l'occasion de la sortie d'une intégrale CD. La même année, ils sont également disponibles sur le double CD de compilations Infiniment. |
| Le docteur                                                                        |                                            |                                            |       | 1977 |                                                     | Monologue enregistré par Brel en septembre 1977 durant les sessions d'enregistrements de son dernier album. Resté inédit, il parait en 2013 à l'occasion de la sortie d'une intégrale CD. Jacques Brel a durant les mêmes séances studios, enregistré un autre texte, Histoire française, qui demeure inédit.                                                                                             |